# 海原清平

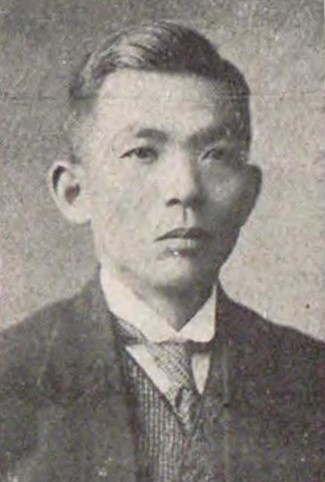
海原清平

海原 清平（かいはら せいへい、1881年〈明治14年〉12月1日 - 1962年〈昭和37年〉7月6日）は、日本の政治家、政治活動家。衆議院議員（2期、政友会→政友本党）。

## 経歴
1881年（明治14年）、兵庫県神戸市に生まれる。和仏法律学校（現法政大学）を卒業し、徳島県庁に入る。その後、神戸新聞の記者を経て、徳島県の属官時代に同県知事であった床次竹二郎の知遇を得ていたことで、床次が鉄道院総裁に就くと、その秘書に抜擢される。
内務大臣秘書官に就任した後、第14回衆議院議員総選挙（1920年（大正9年））、第15回衆議院議員総選挙（1924年（大正13年））に徳島1区から出馬し、当選する。
農商務省山林払い下げにおける詐欺事件で1926年（昭和元年）12月28日、東京控訴院から懲役8月執行猶予1年の有罪判決、1927年（昭和2年）4月19日、大審院で上告棄却され、確定となり議員失職。議会乱闘事件に関与したとして傷害の容疑でも起訴され、同年12月16日に罰金三百円の判決を受けている。それ以後、公職からは退き、院外団で活動する。
売勲事件に絡んだ記念章請負での詐欺未遂容疑がかかるが、1930年（昭和5年）11月1日、免訴。
1934年（昭和9年）11月21日、自らがパトロンであった2代目市川猿之助が海原に無断で松竹に復帰したことに立腹、猿之助から1500円を脅し取った恐喝で懲役10月の実刑判決（求刑は懲役1年）が大審院で上告棄却され、確定。これにより正六位を失位した。
戦後、自由党、自由民主党の院外団（組織名は自由党同交会、自由民主党同志会）の会長（団長）として、非議員ながら政財官界で勢力を振るう。また、日本街商連盟を組織し、その総裁として取り仕切り、街商（俗に言うテキ屋）の有力親分衆を院外団に取り込んでいる。海原は破壊活動防止法案の参議院通過の際、街商を院内に配置、警備に当たらせている。
1962年（昭和37年）7月6日死去、80歳。

## 親族
防衛官僚・軍事評論家の海原治は甥。